# Sun Scarred
Pour plus de détails, voir Fiche technique et Distribution.
Sun Scarred (太陽の傷, Taiyō no kizu) est un film japonais réalisé par Takashi Miike et sorti en 2006.

## Fiche technique
- Titre : Sun Scarred
- Titre original : 太陽の傷 (Taiyō no kizu?)
- Réalisation : Takashi Miike
- Scénario : Toshimichi Ōkawa
- Production : Yasuko Natsuyama et Kōzō Tadokoro
- Musique : Kōji Endō
- Distribution : Makiko Natsuyama
- Photographie : Masato Kaneko
- Montage : Yasushi Shimamura
- Direction artistique : Akira Sakamoto
- Pays d'origine :  Japon
- Langue : Japonais
- Durée : 120 minutes
- Dates de sortie :

## Distribution
- Shō Aikawa : Katayama
- Aiko Satō
- Kenichi Endō
- Sei Hiraizumi
- Hiroshi Katsuno
- Tōru Kazama
- Yutaka Matsushige
- Yasukaze Motomiya
- Chikage Natsuyama
- Kōichirō Takami
- Shin Takuma
- Miho Yoshioka